# Stepping 2 - La strada del successo
Stepping 2 - La strada del successo (Stomp the Yard: Homecoming) è un film del 2010 diretto da Rob Hardy.
Film statunitense, sequel di Stepping - Dalla strada al palcoscenico, prodotto dalla Rainforest Films.

## Trama
La sfida annuale tra le confraternite della Truth University continua. Questa volta, i Theta Nus contano sul talento di Chance Harris, che propone alla squadra nuovi passi di stepping e hip hop come ingredienti della vittoria. Oltre a dedicarsi agli allenamenti, Chance lavora come cameriere nel ristorante del padre, contrario alla dedizione del figlio per lo stepping; in conflitto con suo padre, il protagonista dovrà affrontare anche problemi d'amore e dovrà saldare un debito al capo di una gang di strada, dopo essere stato truffato a una gara di ballo.

## Colonna sonora[4]
- Ace Hood - Don't Get Caught Slippin'
- Get Cool - Go (Time To Get)
- John-John - Bounce
- Jasper Sawyer - Evil
- Mr. Robotic - We Got 'Em
- Classic - Here To Party
- G-Side - College Chicks
- Short Dawg - Get Ya Money Up
- John Forté - Nervous
- Rae ft. Basko & Nomadik - Third Degree
- Will Wreck ft. Clout Cartel - Rock Yo Body
- Get Cool - I'm Grown
- B Double E - To The Top
- Todd Bozung - Stomp Score Suite
- Roscoe Dash - Show Out